# Nanthela hongkong
Nanthela hongkong is een spinnensoort uit de familie Liphistiidae. De soort komt voor in Hongkong.